# Club de Voleibol Mediterráneo de Castellón 2015-2016
Questa voce raccoglie le informazioni riguardanti il Club de Voleibol Mediterráneo de Castellón nelle competizioni ufficiali della stagione 2015-2016.

## Organigramma societario
Area direttiva
- Presidente: Santiago López
- Vicepresidente: Nieves López
- Segreteria: José Marco

Area organizzativa
- Tesoriere: José Piquer

Area tecnica
- Allenatore: Santiago López
- Allenatore in seconda: Sergio Navarro
- Assistente allenatore: José María Álvarez
- Scout man: Esteban López

## Rosa
| N° | Nome               | Ruolo | Data di nascita  | Nazionalità sportiva |
| -- | ------------------ | ----- | ---------------- | -------------------- |
| 1  | Pablo Domínguez    | C     | 7 dicembre 1979  | Spagna               |
| 2  | Fredy Valencia     | C     | 15 giugno 1989   | Spagna               |
| 3  | Liovi José Lamus   | S/O   | 16 febbraio 1983 | Venezuela            |
| 4  | Daniel Mata        | S/O   | 1º agosto 1983   | Venezuela            |
| 5  | Hernán Tovar       | S/O   | 29 gennaio 1987  | Venezuela            |
| 6  | Néstor González    | S/O   | 1º febbraio 1988 | Venezuela            |
| 7  | Santiago López     | L     | 22 dicembre 1977 | Spagna               |
| 8  | Constantin Razvan  | C     | 11 aprile 1992   | Romania              |
| 9  | Santiago Vives     | S/O   | 28 gennaio 2000  | Spagna               |
| 10 | Sergi Arranz       | P     | 27 aprile 1990   | Spagna               |
| 10 | Javier Bernal      | S/O   | 9 gennaio 1994   | Spagna               |
| 11 | Manolo Navarta     | P     | 11 novembre 1988 | Spagna               |
| 13 | Sergio Navarro     | P     | 13 giugno 1979   | Spagna               |
| 14 | Joaquín Monteagudo | C     | 16 maggio 1996   | Spagna               |
| 15 | Adrián Valles      | S/O   | 28 ottobre 1995  | Spagna               |
| 16 | Luis Vives         | L     | 23 aprile 1997   | Spagna               |
| 17 | Marc Marín         | C     | 7 luglio 1995    | Spagna               |
| 18 | Sergio Marco       | S/O   | 14 maggio 1988   | Spagna               |
| -  | Thomas Ereu        | S     | 25 ottobre 1979  | Venezuela            |